# 医療福祉専門学校緑生館
医療福祉専門学校緑生館（いりょうふくしせんもんがっこうりょくせいかん）は、佐賀県鳥栖市にある。看護師・理学療法士・作業療法士を養成する医療系の専門学校（専修学校）。理学療法学科・作業療法学科・総合看護学科ではダブルスクールシステムとして人間総合科学大学との併修制度で学位も取得可能。

また、4年制の専門学校として高度専門士の称号を取得し、人事院規則には大学卒業と同等の資格として規定され、大学院への進学も可能。

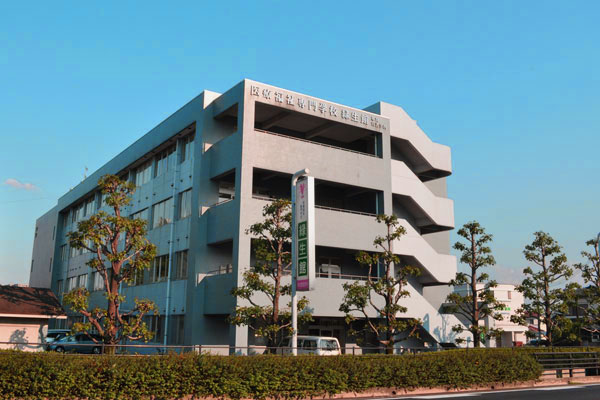
本町キャンパスの専攻看護学科校舎。鳥栖市保健センターと建物を共有し、3階、4階が専攻看護学科。

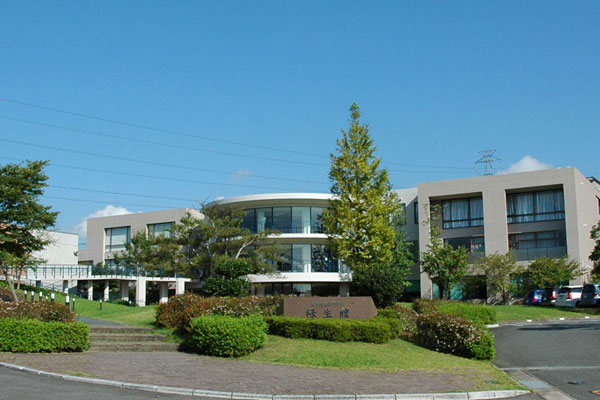
西新町キャンパスの本館には理学療法学科・作業療法学科の施設が入る。

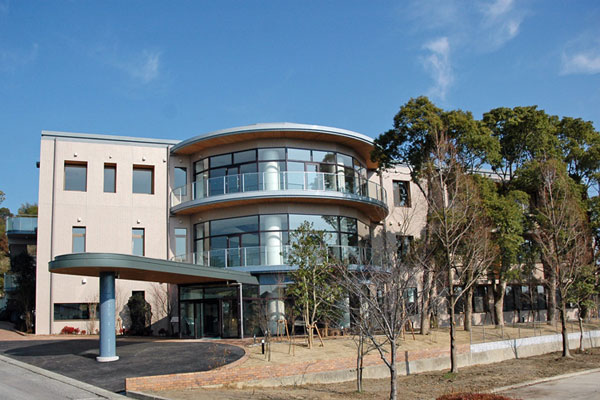
西新町キャンパスの総合看護学科校舎。総合図書室やゼミ室はリハビリ系学科の学生も利用できる。

## 設置学科
- 専攻看護学科（看護師2年課程） - 昼間・2年制（50名・男女）
- 理学療法学科 - 昼間・4年制（40名・男女）
- 作業療法学科 - 昼間・4年制（40名・男女）
- 総合看護学科（看護師3年課程） - 昼間・4年制（40名・男女）

## 沿革
- 1989年（平成元年） - 社団法人緑生館が設立。
- 1991年（平成3年） - 看護専門学校緑生館が開校。看護学科（2年課程）・定時制（修業年限3年）開設。
- 1995年（平成7年） - 校名を医療福祉専門学校緑生館に変更。理学療法学科・作業療法学科を開設。
- 2003年（平成15年） - 佐賀県より「鳥栖地域リハビリテーション広域支援センター」運営事業を受託する。
- 2005年（平成17年） - 理学療法学科・作業療法学科、文部科学大臣より高度専門士の称号認可。
- 2007年（平成19年） - 看護学科を定時制（修業年限3年）から全日制（修業年限2年）に変更。
- 2009年（平成21年） - 総合看護学科を開設　看護学科を専攻看護学科に名称変更。
- 2010年（平成22年） - 総合看護学科、文部科学大臣より高度専門士の称号認可。
- 2012年（平成24年） - 組織を学校法人に変更し「学校法人緑生館」となる。

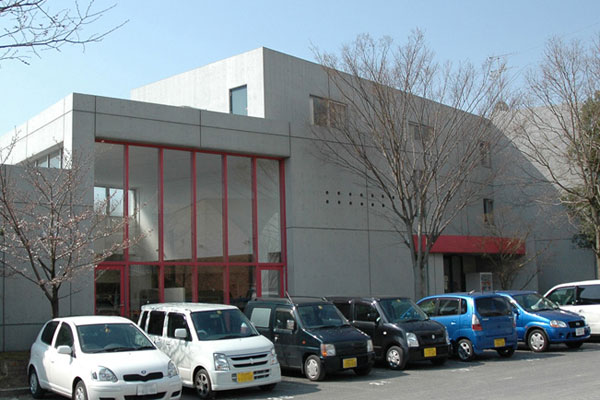
キャンパス内の女子学生寮と学生食堂。

## 所在地
- 佐賀県鳥栖市本町3丁目1496-1（専攻看護学科）
- 佐賀県鳥栖市西新町1428-566（理学療法学科・作業療法学科・総合看護学科）